# Aero klub "Fenix" – Cerić
Aero klub "Fenix" – Cerić osnovan je 31. svibnja 1980. godine pod nazivom Aero klub "Rade Končar" Cerić. Do Domovinskog rata imao je 30-ak članova u nekoliko sekcija (raketno-modelarskoj, zrakoplovno-modelarskoj i padobranskoj) od kojih su skoro svi sudionici Domovinskog rata, a dvojica su položili svoje živote za Domovinu.
Aktivnost se provodila u nekoliko sekcija od kojih je najznačajnija raketno-modelarska koja je imala i najviše članova, a od najznačajnijih razultata te sekcije je da je oboren svjetski rekord u kategoriji raketa s padobranom (S-3-B) koji je ostao do danas.[nedostaje izvor]
Domovinskim ratom djelatnosti članova kluba usmjeravaju se za potrebe vojske kao npr. prepravka protugradnih raketa u bojne, signalne rakete, osvjetljavajuće itd.
Nakon Domovinskog rata 1996. godine obnavlja se rad kluba i preimenuje se u Aero klub "Fenix"- Cerić, a sekcije djelatnosti su raketno-modelarska, zrakoplovno - modelarska, padobranska (paraglajderska) i maketarska sekcija. Pošto je selo bilo okupirano, privremene prostorije su u "Domu izviđača" u Vinkovcima, gdje se i odvijala aktivnost ovih sekcija. Značajniji rezultati su nekoliko prvih mjesta na 5. državnom prvenstvu maketara, 9. mjesto na europskom prvenstvu raketnih modelara u Ljubljani 1999. godine, nekoliko prvih mjesta na 5. državnom prvenstvu raketnih modelara za seniore u Vinkovcima 1999. kojem je klub bio i organizator. [nedostaje izvor]
U posljednjih par godina radi se s mladima, posebno u raketno-modelarskoj sekciji koja ima oko 25 članova. 